# 松树城堡北 (科罗拉多州)
松树城堡北（英文：Castle Pines North），是美国科罗拉多州道格拉斯县下属的一座城市。建市于2007年11月6日，面积大约为9.012平方英里（23.342平方公里）。根据2010年美国人口普查，该市有人口10,360人。2011年估计该市有人口10,602人，相比2010年人口增长率为2.34%。同时，论人口该市是科罗拉多州第43大城市。